# Gustave Anthone

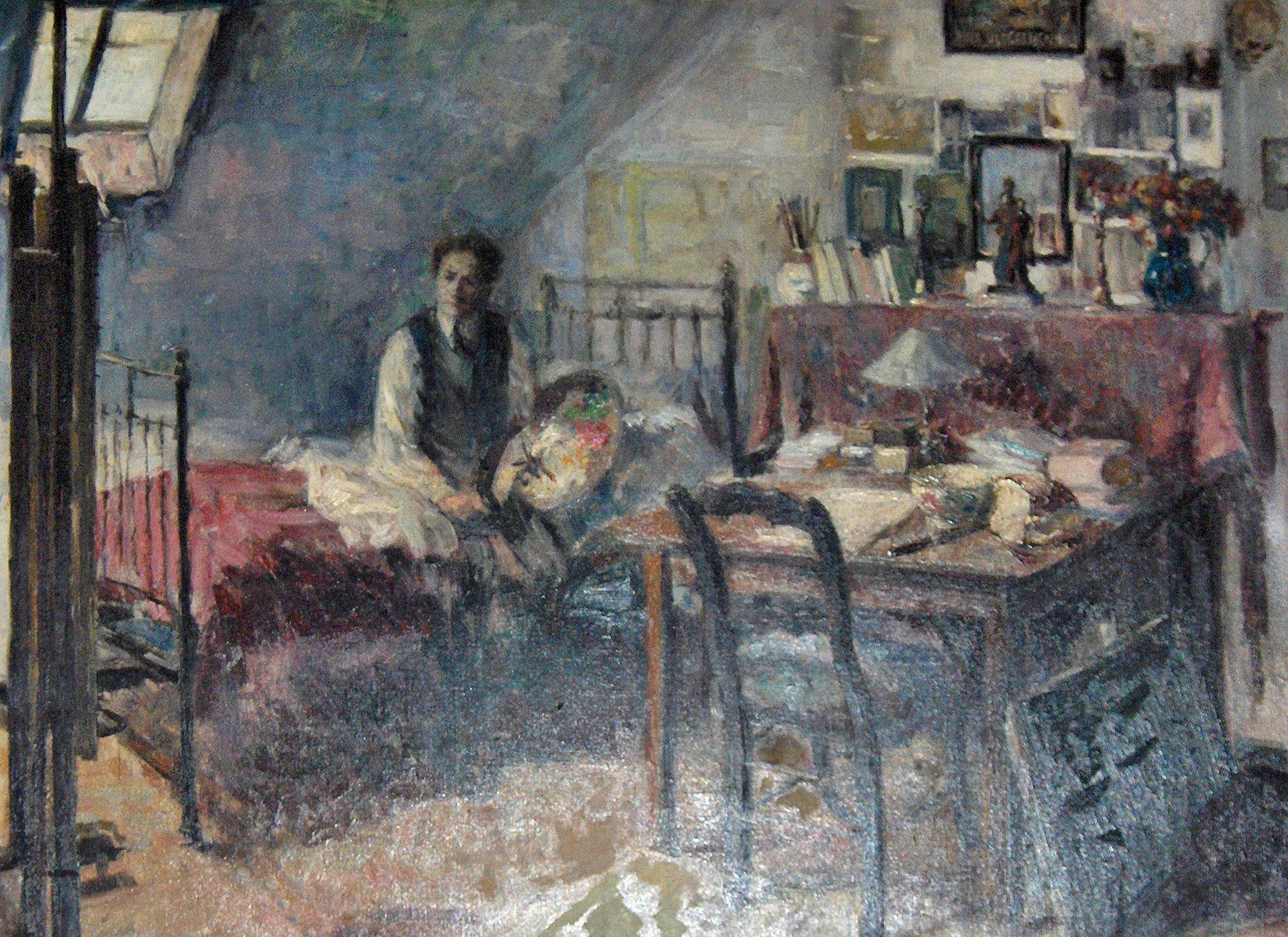
Interieur van Gustave Anthone

Gustave Anthone (Brugge, 17 februari 1897 – Brugge, 9 november 1925) was een Belgisch kunstschilder, lid van de Brugse School.

## Levensloop
Anthone volgde de lessen aan de Academie voor Schone Kunsten Brugge, meer bepaald bij Flori Van Acker. Hij vervolgde met studies in de Koninklijke Academie voor Schone Kunsten van Brussel waar hij werd opgemerkt door de kunstpromotor en galeriehouder Isy Brachot, die voor hem tentoonstellingen organiseerde in 1924 en 1925.
Hij schilderde vooral impressionistische doeken, onder meer stadsgezichten van Brugge en omgeving, intieme binnenzichten van Brugse godshuizen en verfijnde bloemstukken.
Hij werd ernstig ziek en keerde naar Brugge terug om er te sterven. In 1926 werd een overzichtstentoonstelling gehouden in de Stedelijke Concertzaal, waar 72 van zijn werken getoond werden.